# McMansion

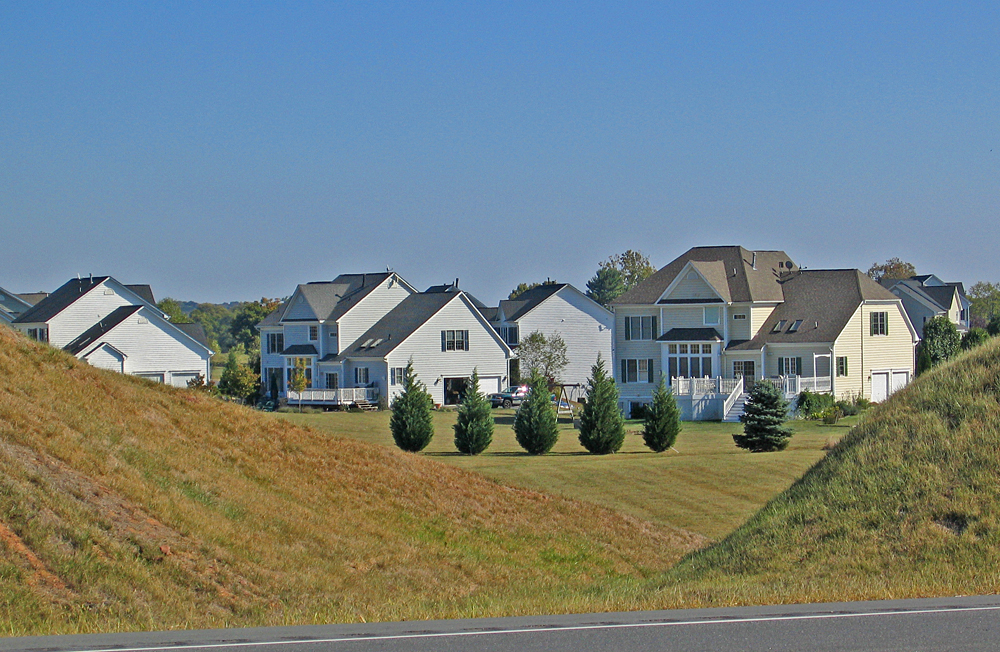
Uma série de McMansions em Leesburg, Virgínia

Nas comunidades suburbanas, McMansion é um termo pejorativo para uma grande residência "produzida em massa", construída com materiais e artesanato de baixa qualidade, usando uma mistura de símbolos arquitetônicos para invocar conotações de riqueza ou gosto, executadas via design exterior e interior mal imaginado. Um exemplo de um McWord, "McMansion" associa a qualidade genérica dessas casas de luxo com a de fast food produzida em massa, evocando a cadeia de restaurantes McDonald's.
O neologismo "McMansion" parece ter sido inventado em algum momento no início dos anos 80. Apareceu no Los Angeles Times em 1990 e no New York Times em 1998. Termos relacionados incluem "palácio persa", "garagem Mahal", "castelo inicial" e "casa Hummer". O jargão do marketing geralmente usa o termo "mansões do campo" ou casas executivas.